# Pater Poels
Gerardus Theresia (Gerrit) Poels (Berg en Dal, 11 mei 1929 – Tilburg, 26 april 2023), bij het publiek bekend als Pater Poels en de Broodpater was een uitgetreden priester en een bekend welzijnswerker in Tilburg. Gerrit Poels was onder andere oprichter van Huize Poels, La Poubelle, Stichting Blut, Stichting Broodnodig en Stichting Poels, en betrokken bij de opzet van sociaal eethuis De Pollepel en de stichting die na naamsveranderingen en fusies vrijwilligerscentrale Contour en ContourdeTwern werd. Daarnaast is Poels mede bedenker en grondlegger van het gedachtegoed van 't Rooi Bietje en later ook Stichting Leergeld.
Poels wordt vaak 'de Broodpater' genoemd, omdat hij tot op hoge leeftijd elke nacht op de fiets brood bracht naar mensen die gebukt gaan onder financiële problemen. Poels ontving eveneens hulpbehoevenden bij hem thuis om deze zo beter van dienst te kunnen zijn. Alhoewel Poels in 1969 was uitgetreden als priester, werd hij in Tilburg nog altijd Pater Poels genoemd.

## Biografie

### Vroege leven en priesterschap
Gerrit Poels wordt geboren als tweede van de zeven kinderen van Gerrit Poels en Marie Verbeet. Zijn vader was dorpsagent in Berg en Dal. In 1941 studeert Poels bij de Missionarissen van het Heilig Hart in Tilburg. In 1954 wordt hij tot priester gewijd, waarna hij in 1955, eveneens in Tilburg, Nederlands gaat doceren aan het kleinseminarie. In 1964 wordt Poels godsdienstleraar aan de kleuterleidstersopleiding in Tilburg.
In 1969 treedt Poels uit als priester, naar eigen zeggen omdat de kerk te weinig oog heeft voor de menselijke noden. Hij trouwt op 7 mei met huisgenote Angelique van den Heuvel, die uittreedt bij de Zusters van Liefde. In 1971 gaat het echtpaar op zichzelf wonen en in 1972 komt het eerste van uiteindelijk zes pleegkinderen bij hen wonen. Gerrit Poels stond bekend als een optimistisch man met relativerende humor.

### Huize Poels
Op 1 mei 1968 opent Poels samen met vier andere religieuzen de 'hulpcentrale' aan de Poststraat in Tilburg; bedoeld voor de armen, verslaafden, verwarden en wanhopigen. De religieuze gemeenschap groeit al snel uit tot een opvanghuis dat 'Huize Poels' zou gaan heten, deze zou later nog verhuizen naar de Nieuwlandstraat (1970) en vervolgens naar de Ringbaan-Zuid (1977). In 1978 richt Poels het werkgelegenheidsproject en kringloopwinkel La Poubelle (Frans: de vuilnisbak) op. In 1981 is hij betrokken bij de oprichting van het low-budget eethuis 'De Pollepel', destijds speciaal bedoeld voor alleenstaanden.

Er zijn mensen met onoplosbare problemen en die moeten we toch helpen. Als je aanvaardt dat niet alles op te lossen is, dan lost dat al heel wat op.

### Stichting Broodnodig
In 1990 neemt Poels afscheid van Huize Poels om zich zo volledig te kunnen richten op de oprichting van de stichting 'Broodnodig' en zijn nachtelijke fietstochten door Tilburg om behoeftigen brood te brengen. Poels voelde zich geroepen tot het oprichten van de stichting toen hij merkte dat meer en meer mensen zijn hulp nodig bleken te hebben. Brood en levensmiddelen gaan naar mensen die anders niet of onvoldoende te eten zouden hebben. Die eerste levensbehoeften zijn ter beschikking gesteld door bakkerijen, supermarkten en producenten.

### Broodtochten
Het is een vorm van honger, maar ontkende honger. Er is zoveel schaamte bij de mensen, daarom moet dit werk ’s nachts gebeuren.

Om half zeven 's avonds gaat Poels slapen en om één uur 's nachts staat hij op. Van kwart over twee tot half zeven in de ochtend rijdt hij zijn ronde langs zo'n honderd adressen. Elke nacht, 365 dagen in het jaar, fietst hij over de nog stille straten van Tilburg bij nacht en ontij om ongezien brood aan een deurknop te hangen of over het balkon van een flat te gooien. De ochtend gebruikt hij voor het sorteren en inpakken van brood. Zes dagen per week kunnen mensen bij hem aan huis brood en tweedehands kleding ophalen. 's Avonds wordt het overgebleven brood opgehaald bij winkels en producenten. De fietstochten doet Poels alleen, de andere activiteiten samen met zijn vrouw en vrijwilligers.
Poels had te kennen gegeven door te willen blijven gaan met zijn werk, tot het moment dat hij erbij omvalt. Vanaf 1990 legde hij per nacht zo'n dertig kilometer af en naar eigen zeggen hield het vele fietsen hem juist gezond. In elk geval tot 2005 was dat nog vijftig kilometer per nacht, maar na zijn blindedarmoperatie ging hij het rustiger aan doen. De ene vrije dag die hij sinds het begin van zijn tochten genomen had, beviel hem slecht: hij was volledig uit zijn ritme. Poels heeft 57 stalen rossen versleten, gemiddeld anderhalve fiets per jaar. Op 19 oktober 2009 kreeg hij de 58e fiets geschonken door het Peerke Donders-museum, in ruil voor zijn oude fiets.

### Geen hulpverlener
Hoewel hij de grondslag legde voor Traverse, had Poels er nauwelijks nog contact mee, mede omdat hij een hekel had aan de professionalisering en bureaucratisering van de zorg. Ook de voedselbank was hem al te professioneel. Volgens Poels hadden mensen daar na weken nog steeds geen bijstand. Hijzelf gaf onmiddellijke hulp en nam voor lief dat hij daardoor soms 'besodemieterd' werd. Een bekend citaat van hem is: Ik ben geen hulpverlener, ik help. Poels erkende de waarde en noodzaak van de (reguliere) hulpverlening, maar plaatste zichzelf buiten dat kader.

### Naderend pensioen
In 2017, op 88-jarige leeftijd besluit Poels om niet meer hele nachten actief bezig te zijn met het bezorgen van brood. Geleidelijk besloot hij wat minder actief bezig te zijn, wetende dat zijn werk wordt voortgezet door zijn pleegdochter Hülya en de vrijwilligers van stichting Het dagelijks brood dat werd geopend in het voormalige pand van de Pollepel. Aldaar kunnen mensen terecht die afhankelijk zijn van voedsel. Voor zijn werk heeft Poels op 16 juni 2017 de gouden legpenning uitgereikt gekregen door toenmalig burgemeester van Tilburg Peter Noordanus. Per 16 juli 2021 is het Poels Hofje van stichting Poels actief en verstrekt maaltijden aan dak- en thuislozen, eenzamen en armen. De opening is uitgevoerd door Angelique Poels en pleegdochter Nienke.

## Erkenning
In 2009 werd Poels' 80e verjaardag gevierd en het 40-jarig bestaan van Huize Poels (inmiddels Stichting Traverse). Tevens bracht schrijver Arjan Broers een boek uit over het werk en leven van Poels, getiteld: Een dwaas bestaan. Ter gelegenheid van het lustrum werd ook een estafettesponsoring ingesteld: jaarlijks kiest een Tilburgse maatschappelijke organisatie een activiteit in de geest van Pater Poels, om op te zetten en te steunen. Na twee jaar wordt het estafettestokje doorgegeven aan een andere organisatie. In 2010 en 2011 werd de spits afgebeten door De Twern, een stichting voor welzijn, opbouwwerk, sociaal-cultureel werk, beheer en maatschappelijk werk. Die heeft het stokje doorgegeven aan woningbouwvereniging Tiwos.

## Onderscheidingen
- 2001 - Gouden Speld van de gemeente Tilburg[12]
- 2009 - Tegel in de Tilburgse Walk of Fame[12]
- 2017 - Gouden Legpenning van de gemeente Tilburg[13]
- 20?? - Ridder in de orde van Oranje Nassau[14][(sinds) wanneer?]